# Samsung Galaxy Note II
El Samsung Galaxy Note II es el sucesor del Samsung Galaxy Note, y el segundo de la línea Galaxy Note. Es un "phablet" (teléfono inteligente–tablet) fabricado por Samsung, lanzado en agosto del 2012.

## Novedades
Está en un punto intermedio entre los teléfonos inteligentes (smartphones) como el Samsung Galaxy sIII y los tablets como el Samsung Galaxy Tab 7. Es denominado "phablet" en inglés, debido a su gran tamaño que lo diferencia de los teléfonos ordinarios, así como de su relativamente pequeño tamaño si lo comparamos con los tablets. 
A diferencia de su antecesor, este posee la pantalla un poco más grande, es más largo y más fino, con una capacidad de batería mayor, y un procesador de cuatro núcleos que multiplica su poder respecto a la versión anterior. Conserva el uso del "S Pen", un "lápiz" digital que posibilita utilizar mejor las capacidades del phablet. También posee la opción de poner una "doble pantalla", es decir, la pantalla partida en dos. Esto nos permite hacer dos cosas a la misma vez.

## Especificaciones

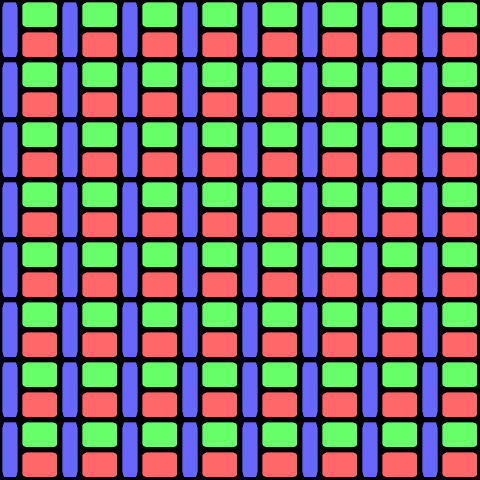
Galaxy Note II representación de los subpíxeles en su pantalla de 257 píxeles por pulgada

### Pantalla
El Samsung Galaxy Note 2 viene equipado con una pantalla HD Super AMOLED de 5,55 pulgadas y una resolución de pantalla de 1280×720 píxeles (267 píxeles por pulgada).. Viene equipado con TouchWiz 4.0 actualizable a Touchwiz 5.0 y con capacidad de usar el S-Pen, un lápiz táctil desarrollado por Wacom que, aparte de ayudarnos manejar mejor la pantalla táctil, nos permite realizar dibujos y bocetos con la aplicación S-Note, la cual viene con el móvil y está desarrollada por Samsung.

### Procesador (CPU)
Procesador de cuatro núcleos Exynos 4412 Cuatro Núcleos (quad-core) a 1,6 GHz. Se trata de un SoC de gama alta desarrollado por la propia Samsung.

### Memoria
El Samsung Galaxy Note 2 cuenta con 16/32/64 GB de memoria interna, todos ellos expandibles hasta 128gb mediante una MicroSD. En cuanto a memoria RAM, el Note 2 cuenta con 2gb.

### Cámara
Cuenta con las mismas especificaciones del Galaxy S3: Una cámara principal de 8 Mpx. capaz de filmar en FULL HD 1080p., y una cámara frontal de 1,9 Mpx., también capaz de grabar en HD para las videollamadas.

### Sistema operativo
Los Galaxy Note 2 son despachados con Android Jelly Bean (4.1.1 y 4.1.2), actualmente la última actualización es la 4.4.2

## Características del Producto
La pantalla HD Super AMOLED de 5,5" del GALAXY Note II te proporciona mayor nitidez y un ratio de 16:9, para que disfrutes siempre de la mejor experiencia visual. Su innovador diseño incluye una pantalla más grande, pero mantiene el mismo aspecto delgado para que encaje perfectamente en tu mano.
Air View: El Galaxy Note II no dispone de AirView. Tan solo los terminales Galaxy Note 3. Galaxy Mega y Galaxy S4 disponen de esta tecnología. El Galaxy Note II dispone del S Pen que implementa una función similar, al acercar el stylus a la pantalla sin tocarla se puede pre-visualizar el contenido de una carpeta o vídeo.
Popup Note: Apunta direcciones, números de teléfono o cualquier otra información fácilmente mientras estás hablando por teléfono con solo hacer un doble clic con tu S Pen.
Comando rápido: Nunca ha sido tan fácil enviar un mail, hacer una llamada, enviar un mensaje de texto, compartir tu localización... Solo tienes que escribir en la pantalla lo que quieres hacer, y listo.
Easy Clip: Haz clic. Traza la forma. Recorta. Envía. Es todo lo que tienes que hacer para incluir lo que quieres en tu correo, messenger, Nota S o álbum de recortes.
Escritura a mano mejorada: Envía notas a mano por mail. Con la aplicación calendario, podrás escribir a mano tus notas o recordatorios. Para que no eches nunca de menos un cuaderno.
Photo Note: Añade notas a mano en la parte de atrás de tus fotos para que recuerdes siempre los detalles de cuando sucedieron.
S Pen / Nota S mejorados: Disfruta de más herramientas de escritura y de nuevas plantillas, para que saques a relucir tus habilidades creativas.
Smart Stay: La pantalla permanece encendida mientras el usuario dirige su mirada hacia ella.
Direct Call: Permite al usuario llamar a una persona cuyos mensajes de texto se encuentran actualmente en la pantalla con solo levantar el teléfono al oído.
Pop Up Play: Permite tener un video en pantalla mientras hacemos otras cosas, a modo de ventana flotante.
S Voice: Asistente de voz capaz de hablarle al teléfono.

## Configuraciones y funciones
- Manuales interactivos Archivado el 30 de julio de 2015 en Wayback Machine.